# Gare de La Grave-d’Ambarès
Gare de La Grave-d'Ambarès – przystanek kolejowy w miejscowości Ambarès-et-Lagrave, w departamencie Żyronda, w regionie Nowa Akwitania, we Francji. Jest zarządzany przez SNCF i obsługiwany przez pociągi TER Nouvelle-Aquitaine. 

## Położenie
Znajduje się na linii Chartres – Bordeaux, na km 598,189 między stacjami Cubzac-les-Ponts i Sainte-Eulalie - Carbon-Blanc, na wysokości 11 m n.p.m.

## Linie kolejowe
- Linia Chartres – Bordeaux